# История Маршалловых Островов
Открытие Маршалловых островов европейцами стало началом глубоких социальных перемен в жизни коренного населения архипелага. В ходе европейского исследования острова Океании попадали под всё больший контроль со стороны чужеземцев. Первоначально низменные атоллы не вызывали особого интереса у европейцев в отличие от возвышенных, богатых ресурсами других островов региона, но постепенно ситуация менялась. В 1820-х годах Маршалловы острова, как и соседние острова Гилберта (сейчас часть Республики Кирибати), стали привлекать судна китобоев, которые искали воду и пищу для пополнения трюмов. Некоторые члены экипажа оставались на островах, становясь впоследствии местными торговцами. За ними последовали так называемые «охотники за чёрными дроздами», которые вербовали местных жителей для принудительной работы на плантациях Фиджи, Самоа, Квинсленда (Австралия) и Перу. С появлением миссионеров и колониальной администрации на некоторых островах было восстановлено подобие мира и стабильности, хотя коренные жители Маршалловых островов продолжали страдать от завезённых европейцами различных заболеваний, которые ранее никогда не встречались на архипелаге. С конца XIX века маршалльцы пережили три колониального режима: первоначально немцев, с началом Первой мировой войны — японцев, а после их поражения во Второй мировой войне — американцев. Колониальные власти стали причиной глубоких перемен в жизни коренного населения, в основном через влияние новых религиозных и экономических отношений. После Второй мировой войны и ядерных испытаний на атоллах Бикини и Эниветок Маршалловы острова стали известны всему миру, хотя и дорогой ценой. Добившись автономии, а затем и независимости (правда, в виде «свободной ассоциации» с США), архипелаг столкнулся с новыми проблемами, связанными с такими понятиями, как модернизация, глобализация, изменение глобального климата.

## Доколониальный период

### Заселение островов
Колонизация Маршалловых островов, как и других островов Микронезии, изучена достаточно плохо по сравнению с теми знаниями, которые имеются о колонизации соседней Полинезии. Тем не менее немцами во время управления архипелагом были собраны богатые этнографические сведения, и во многом благодаря германской экспедиции 1908—1910 годов стало известно о традиционном образе жизни маршалльцев.
Самые западные острова Микронезии были колонизированы около 2000—1500 годов до н. э. непосредственно с островной части Юго-Восточной Азии народами, говорившими на австронезийских языках. Около 2000 лет назад народы, говорившие на океанийских языках, основали свои поселениях на некоторых вулканических островах центральной части Микронезии (Чуук, Понпеи и Косраэ). Примерно в это же время были заселены атоллы Маршалловых островов.

### Маршалльское общество
Ещё до появления на Маршалловых островах европейцев местное население было разделено на отдельные группы, члены которых обладали определёнными правами и обязанностями. В основе социальной организации маршалльского общества лежал вопрос о собственности на землю. Каждое поселение состояло из нескольких матрилинейных кланов (или марш. jowi). Основной формой социальной организации был род (или марш. bwij), представлявший собой группу людей, возводящих своё происхождение к общему предку и построенный на основе матрилинейной системы, в которой все земельные права передавались по материнской линии.
Глава клана (марш. alab, или марш. alap), обычно старейший мужчина главной линии рода, управлял землевладениями, принадлежавшими клану. Землевладение (или марш. wāto) представляло собой небольшую полоску земли, тянувшуюся от лагуны до океанического побережья. Одно или более землевладений находились под контролем матрилинейной линии. Главы кланов организовывали и управляли деятельностью людей, выделяли родам в пределах одного клана землю для пользования, а также организовывали и следили за работой общинников (марш. kajur), которые обеспечивали местных вождей едой, ремесленными изделиями, каноэ, преподносили им различные дары (или марш. ekkan). Общинники обладали земельными правами, но они постоянно перераспределялись главой клана. Сушкой кокосов и производством копры занимались работники (марш. drijerbal).
Местный вождь (марш. irooj, или марш. iroij, а если женщина — марш. leroij), наследственный глава рода, был наделён широкими полномочиями. Формально вся земля на атолле или его части (моту) принадлежала ему, хотя любой человек, родившийся от женщины рода, наследовал право обрабатывать землю, на которой проживал этот род. Вождь также мог лишить жизни любого общинника, если тот нарушил какое-то правило. Также он решал земельные споры, защищал общинников от постоянных нападений соседних вождей, а иногда и вступал с ними в союз. На Маршалловых островах также существовал верховный вождь (марш. iroijlaplap), которому подчинялись вожди различных родов: они выплачивали ему дань.

## Исследование архипелага

### Испанские путешественники
Письменная история островов Океании начинается с кругосветного путешествия испанского мореплавателя родом из Португалии Фернана Магеллана, длившегося с 1519 по 1521 года. Целью плавания было найти западный путь к Молуккским островам, богатых различными пряностями, которые высоко ценились в Европе. Спустя девяносто восемь дней после пересечения Магелланова пролива, разделяющего Южную Америку и архипелаг Огненная Земля, корабли экспедиции достигли острова Гуам.
На Гуаме и других Марианских островах истощенные длительным плаванием моряки смогли пополнить запасы продовольствия и пресной воды. Плывя на запад, Магеллан достиг Филиппинских островов, где и погиб в результате стычки с туземцами. Оставшиеся корабли под командованием Хуана Себастьяна Элькано дошли до Молуккских островов, после чего направились на запад, вернувшись в Испанию в 1522 году с грузом пряностей.
Новые открытия, неопределённость границ владений, оспаривание прав на Молуккские острова привели к обострению отношений между Португалией и Испанией, основными колониальными соперниками эпохи. Португалия, опиравшаяся на условия Тордесильясского договора 1494 года, считала острова своей собственностью, в то время как Испания, исходя из открытий Магеллана, — своей. Обе страны тайно готовили экспедиции. Португалия собиралась захватить острова через «восточный путь», отправив корабли с баз в Африке через Индийский океан на свою базу Малакка на Малайском полуострове, а оттуда — на Молуккские острова. Испания же выбрала «западный путь», основанный на данных экспедиции Магеллана: корабли должны были проплыть Атлантический океан, обогнуть Южную Америку, выйти в Тихий океан и, двигаясь на запад, выйти на Молуккские острова. Именно борьба за «Острова Пряностей» стала причиной открытия Маршалловых островов.
В июле 1525 года испанцами были снаряжены семь кораблей под командованием Хуана Гарсия Хофре де Лоайсы. Экспедицию везде преследовали неудачи, разрушительные штормы, и, когда она вошла в тихоокеанские воды, из семи кораблей сохранились всего два, а затем одно из судов было вынуждено отправиться на ремонт в Мексику. Вскоре Лоайса умер, как и следующий командир Себастьян дель Кано. Командование единственным сохранившимся кораблём, «Санта-Мария-де-ла-Виктория», перешло к Торибио Алонсо де Салазару. Двигаясь в северном направлении, 21 августа 1526 года команда судна заметила на горизонте сушу. Удалившись от берега, испанцы намеревались утром бросить якорь у острова, но, не найдя подходящего места для причала, путешественники решили не высаживаться на нём. Назвав остров «Сан-Бартоломе» (в честь Святого Варфаломея), мореплаватели двинулись в путь. Так испанцы открыли первый атолл Маршалловых островов, который сейчас носит название Бокак (или Таонги). Дальнейшая судьба «Санта-Мария-де-ла-Виктории» сложилась печально: в октябре 1526 года на судно напали португальцы. Оно было сожжено, а выжившие члены экипажа были вынуждены отсиживаться в форте на острове Тидоре (Молуккские острова), дожидаясь помощи испанцев.
Испанский король (и одновременно император Священной Римской империи) Карл V, посчитав, что экспедиция Лоайсы скоро захватит Молуккские острова (связь с экспедиционными кораблями в то время была очень плохой), решил направить им на помощь новую экспедицию, которая также должна была найти исчезнувший корабль Магеллана «Тринидад». Эту идею поддержал испанский конкистадор Эрнан Кортес, который предложил отправить корабли с западного побережья Мексики, чтобы путешественникам не пришлось огибать на Южную Америку.
В октябре 1527 года команда в 115 человек под командованием Альваро де Сааведры Серон, двоюродного брата Кортеса, отправилась в путь. Накануне Нового года путешественником были открыты четыре острова в архипелаге Маршалловы острова: Утирик, Така, Ронгелап и Аилингинаэ (последние два были названы «Los Reyes»). Как и экспедиция Лоайсы, Сааведра терпел одни неудачи. Из трёх кораблей до Гуама доплыл только один, «Флорида». Добравшись до Филиппинских островов, путешественник узнал о том, что восемьдесят человек из команды Лоайсы оборонялись на острове Тидоре, однако экспедиция Сааведры, которая к тому времени составляла всего тридцать человек, ничем не могла помочь своим соотечественникам, поэтому капитан принял решение вернуться в Мексику, переплыв Тихий океан с запада на восток. Обогнув с севера Молуккские острова, проплыв вдоль северного побережья острова Новая Гвинея и достигнув острова Манус, Сааведра взял курс на север к Каролинским островам, где также сделал несколько открытий. Но направление ветра было весьма неблагоприятным, поэтому мореплаватель был вынужден вернуться к Молуккским островам.
В мае 1529 года Сааведрой была предпринята очередная попытка пересечь Тихий океан. Он снова проплыл вдоль северного побережья Новой Гвинеи, затем у островов Адмиралтейства взял курс на северо-восток. 21 сентября 1529 года экспедиция наткнулась на небольшой остров, вероятно атолл Уджеланг в составе Маршалловых островов. Когда корабль «Флорида» причалил у острова, к нему подплыло несколько каноэ с местными жителями. Обиженные на то, что путешественники не спустили паруса, туземцы начали бросать в судно камни, один из которых повредил обшивку. Сааведра в ответ выстрелил из мушкета, но промахнулся. После такой недружественной встречи путешественник вынужден был двинуться дальше в путь, назвав острова «Los Pintados». 1 октября были открыты ещё группа островов, вероятно Бикини и Эниветок, которые были названы «Los Jardines». Так как Сааведра был болен, было принято решение задержаться на островах в течение восьми дней.
Впоследствии путешествие было продолжено, но пересечь Тихий океан экспедиции не удалось, поэтому она снова была вынуждена вернуться к Молуккским островам. На обратном пути Сааведра умер, и только 8 декабря 1529 года 22 выжившим членам экипажа удалось доплыть до Самафу. Фактически испанцы проиграли битву за «Острова Пряностей», которые теперь полностью находились под контролем португальцев. В 1529 году между Испанией и Португалией был подписан Сарагосский договор, по которому проводилась демаркационная линия в Тихом океане на расстоянии 19° к востоку от Молуккских островов. Молуккские острова переходили португальцам, Карл V отказывался от притязаний на архипелаг и на большинство островов современной Индонезии. В качестве компенсации Испания получила от Португалии 350 тысяч дукатов. Впоследствии испанцы предъявят свои претензии на Филиппинские острова и большинство островов Микронезии, в том числе, Маршалловы.
Несмотря на подписание Сарагосского договора испанцы не теряли надежды захватить Молуккские острова, а также распространить своё влияние на другие острова в регионе, которые ещё не были под контролем португальцев. С этой целью была снаряжена экспедиция Руя Лопеса де Вильялобоса. 25 декабря 1542 года корабли проплыли мимо низменных островов, которые были приняты за открытые Сааведрой острова «Los Reyes», а уже 26 декабря была открыта очередная островная группа, названная Лопесом де Вильялобос «Islas del Coral». Здесь путешественники набрали древесины и пополнили запасы пресной воды, не встретив ни одного местного жителя. 6 января были замечены ещё десять островков, принятые за острова «Los Jardines». Попавшиеся экспедиции острова трудно идентифицировать, но вероятно это были атоллы Вотье, Кваджалейн и Уджеланг. Также считается, что Веллалобес также открыл острова Эрикуб, Ликиеп, Лаэ, Малоэлап, Уджаэ и Вото.
В 1556 году новым королём Испании, после Карла V, стал Филиппи II. Слишком высокие цены на пряности вынуждали испанцев искать новые земли. И спустя шесть месяцев после подписания Като-Камбрезийского мира, закончившего Итальянские войны 1494—1559 годов, король послал письмо Луису де Веласко, вице-королю Новой Испании, с требованием «об открытии западных островов относительно Молуккских». Речь также шла о захвате Филиппинских островов. Ответом стало снаряжение новой экспедиции в составе четырёх кораблей под командованием Мигеля Лопеса де Легаспи, которые 21 ноября 1564 года вышли из города Акапулько. В ходе плавания было открыто ещё несколько атоллов в архипелаге Маршалловы острова. 5 января 1565 года судно «Сан-Лукас» под командованием Алонсо де Арельяно, члена экспедиции Легаспи, чуть не наехало на риф вблизи неизвестного острова (предположительно, Ликиепа), а 7 января экипаж судна заметил новый атолл, где было найдено удобное место для причала. Путешественники назвали его «Dos Vecinos» (вероятно, атолл Кваджалейн). Плавая недалеко от острова, мореплаватели заметили каноэ, в котором был рослый мужчина и мальчик. Приблизившись к нему, испанцы предложили туземцам забраться на корабль, что те и сделали без особой опаски, за что получили небольшие подарки от чужеземцев. Впоследствии житель острова проводил путешественников на берег, где они познакомились с его женой и детьми. На следующий день Арельяно открыл ещё один остров, предположительно, Либ. Часть местных жителей, заметив корабль испанцев, бросились в воду, плывя навстречу судну, однако на берегу мореплаватель заметил вооружённых людей. Так как на корабле было всего 20 человек, было решено не высаживаться на острове, названный испанцами «Nadadores». Другие корабли экспедиции под командованием Мигеля Лопеса де Легаспи также продолжали плавание, во время которого было открыто ещё несколько островов в архипелаге. 9 января моряками корабля «Сан-Педро» был замечен остров, названный ими «Los Barbudos» (возможно, Меджит). Испанцы решили высадиться на нём, чем напугали местных жителей, но впоследствии они начали активно торговаться с чужеземцами. Путешественники собрали на Меджите образцы местных растений, в том числе, ветки некоторых деревьев. В период с 10 по 15 января мореплаватели открыли ещё четыре острова: Аилук, названный «Placeres», Джемо, названный «Pajares», Вото, названный «Corrales», и ещё один низменный атолл, возможно, Уджеланг.
В 1568 году мимо Маршалловых островов проплыли два испанских судна под командованием Альваро де Менданьи, который 17 сентября заметил небольшой атолл, названный им «San Mateo» (Уджеланг). С тех пор на протяжении 57 лет мимо архипелага не проплывало ни одного иностранного судна. Только в 1625 году мимо Бокака проплыл голландский корабль.
В 1686 году Испания аннексировала Маршалловы острова, однако на архипелаге не было основано ни одного торгового поста, как и не существовало какого-либо колониального административного аппарата.

### Дальнейшее исследование Маршалловых островов
Очень долгое время Маршалловы острова были изолированы от остального мира. Только в 1776 году мимо атоллов Ронгерик и Ронгелап проплыло британское судно «Долфин» под командованием Сэмюэла Уоллиса.
Несмотря на то, что первооткрывателями большинства атоллов Маршалловых острова были испанцы, архипелаг долгое время оставался безымянным, а современное название он получил только в 1788 году, когда острова были повторно открыты британскими капитанами Джоном Маршаллом (в его честь и назван архипелаг) и Томасом Гилбертом (в его честь названы соседние острова Гилберта) во время перевозки заключённых в Новый Южный Уэльс. Первым островом на пути британцев оказался атолл Мили, жители которого охотно поторговались с чужеземцами, которые назвали его «Островом Нокс». Затем Маршалл и Гилберт открыли (многие повторно) и другие острова архипелага, но не высаживались на них: Арно (был принят за два острова, названные «островами Дэниэла и Педдера»), Маджуро («остров Эрроусмита»), Аур («остров Иббетсона»), Малоэлап («остров Кэлверта»), Вотье («остров Чатема») и Аилук («остров Пескадорес»).
Впоследствии мимо Маршалловых островов проплывало множество торговых судов (в основном британских), которые продолжали делать географические открытия. 15 декабря 1792 года капитан британского судна «Ройял Эдмирал» Генри Бонд открыл остров Наморик, названный им «остров Бэринга», а 16 декабря — остров Наму, названный «группа Маскилло». 19 сентября 1797 года капитан британского торгового судна «Британниа» Томас Деннет открыл атолл Кили, названный «островом Хантер», 20 сентября — Аилинглаплап, названный «островом Лэмбер», 21 сентября — Либ, названный «островом Принцесс». Атолл Эниветок был повторно открыт в 1794 году британским капитаном Томасом Батлером, а в 1798 году — Джоном Фирном. Джалуит и некоторые другие острова были повторно открыты в 1803 и 1809 годах. В 1804 году британское торговое судно «Оушен» открыло повторно Уджаэ и Кваджалейн, а в 1811 году судно «Провиденс» — атолл Уджеланг.
Первые научные исследования Маршалловых островов, в ходе которых были собраны ценные сведения о жизни маршалльцев, были предприняты русским путешественником Отто Евстафьевичем Коцебу в 1817 и 1824—1825 годах. Собранные в ходе экспедиции данные представляют собой первый этнографический материал об архипелаге, включающий описание жизни, быта и традиций маршалльцев. 1 января 1817 года корабли «Рюрик» и «Надежда» причалили у атолла Меджит, который путешественник назвал «островом Нового года», 6 января — у атолла Вотье, или острова Румянцева, на котором Коцебу провёл целый месяц, 7 января экспедиция проплыла мимо острова Эрикуб, а 10 февраля — высадилась на атолле Малоэлап, или острове Аракчеева. На всех островах местные жители охотно занимались бартером с чужеземцами, не проявляли какой-либо враждебности, а вождь атолла Аур, или острова Де-Траверсе, где Коцебу высадился 10 февраля, даже предлагал чужеземцам организовать поход против жителей острова Маджуро. Правда, путешественники отказались, но подарили туземцам изделия из железа. 1 марта корабли причалили у атолла Аилук, или острова Крузенштерна, где Коцебу провёл две недели. В ходе пребывания было изучено практиковавшееся на острове детоубийство. 13 марта русские путешественники побывали на атоллах Утирик (остров Кутузова) и Така (остров Суворова), где встретились с верховным вождём цепи Ратак.
Архипелаг был повторно изучен Коцебу в 1824—1825 году во время его кругостветного путешествия на корабле «Предприятие». В ходе этого плавания мореплаватель повторно открыл острова Вотье, Ликиеп, Утирик, Ронгерик, Ронгелап (названный «островом Римского-Корсакова»), Бикини (или остров Эшшольца), а также Эниветок.

## Китобои и работорговцы
В 1820-х годах в Тихом океане появились первые китобои, который занимались охотой на китов для добычи ворвани, которая пользовалась большим спросом на европейском и американском рынках. Некоторые атоллы в западной части Океании, в том числе Маршалловы острова, превратились в места, где китобойные суда пополняли запасы еды и пресной воды. Однако с появлением китобоев стали частыми акты насилия по отношению к местным жителям, которые отплачивали тем, что грабили суда и убивали некоторых членов экипажа. В 1824 году у атолла Мили причалило китобойное судно «Глоуб», на котором незадолго до этого произошёл мятеж. Главный мятежник, Сэмюэл Комсток, и девять членов экипажа были убиты либо местными жителями, либо в стычках друг с другом. В дальнейшем шесть моряков выкрали ночью судно, оставив других на берегу. В живых из брошенных на острове остались всего два человека, которые были подобраны проплывавшим мимо американским судном «Долфин» два года спустя.
В это же время на Маршалловых островах появились «охотники за чёрными дроздами», которые занимались вербовкой дешёвой рабочей силы для работы на плантациях и шахтах островов Тихого океана, Австралии и обеих Америк. Пользующийся дурной славой пират и работорговец Булли Хайз, например, владел одним из островков на атолле Мили, который служил «базой» для «охотников на чёрных дроздов». Поэтому первая половина XIX века была периодом конфронтации между маршалльцами и иностранцами. Одновременно с появлением всё большего количества чужеземцев на местные атоллы были завезены многочисленные заболевания, которые ранее никогда не встречались на островах: корь, желудочные инфекции, грипп.
В то время как «охотники на чёрных дроздов» продолжали устраивать рейды на Маршалловы острова вплоть до 1870-х годов, активность китобоев в регионе резко снизилась в основном из-за появления нового метода получения керосина из неочищенной нефти.

## Миссионеры
В 1857 году на атолл Эбон приплыли миссионеры с целью основания на острове первой на архипелаге христианской миссии. Это были Эдвард Доун и Джордж Пирсон, конгрегационалисты из Бостона (США). Местные вожди первоначально выступали против христианских вероучений, так как, по их мнению, миссионеры подрывали их власть. Потеря власти в дальнейшем была облегчена основанием на атоллах архипелага торговых станций, через которые шла торговля копрой, спрос на которую значительно возрос в те годы. Контроль вождей над землёй позволил им постепенно получить полный контроль над торговлей местного населения с иностранцами. Эбон оставался протестантским миссионерским центром вплоть до 1880 года, когда станция переместилась на остров Косраэ в архипелаге Каролинские острова.
В 1891 году на острове Джалуит появились первые католические миссионеры Пресвятого Сердца. Они сразу купили у местного торговца земельный участок и уже через несколько дней выстроили часовню и небольшое здание, которое собирались использовать в качестве школы. Однако германский комиссионер Маршалловых островов немедленно проинформировал миссионеров о том, что они обязаны свернуть любую религиозную деятельность, пока не получат одобрения в Берлине. Ещё в 1857 году островитяне были христианизированы американскими конгрегационалистами, и германские власти опасались недовольства среди протестантских священников и местного населения, вызванного деятельностью католической церкви. Уже спустя две недели после прибытия миссионеры были вынуждены покинуть Джалуит. Вернулись они только в 1898 году.
Миссионеры принимали активнейшее участие в налаживании связей с торговцами из США, Австралии и Германии, способствовали установлению социальной стабильности на Маршалловых островах, которая значительно пошатнулась в эру китобоев и «охотников на чёрных дроздов». В то же время произошли коренные изменения в жизни маршалльцев. Хотя язык и основные элементы местной культуры продолжали существовать, религиозные взгляды островитян резко изменились. После принятия христианства жители перестали поклоняться многочисленным духам и божествам.

## Германский период
Накануне установления германского протектората на Маршалловых островах произошли коренные изменения, происходившие не только под влиянием просветительской деятельности христианских миссионеров, но в результате других факторов. В эти годы местные торговцы копрой изменили как экономические отношения на архипелаге (привнеся в них элементы капитализма), так и местный ландшафт (требовалось все больше пространства для посадки кокосовых пальм).
Германская империя появилась в регионе в 1880-х годах, и во многом её продвижение было облегчено присутствием на многих островах германских торговцев. Ещё в 1860-х годах на архипелаге стали появляться первые выходцы из Германии. Германскими торговыми компаниями в эти годы была развёрнута целая сеть по торговле копрой и другими товарами. В 1878 году Германской империи удалось получить у вождей Джалуита право на постройку угольной станции на острове. В том же году был назначен первый германский консул на Маршалловых Островах.
В 1885 году благодаря папскому посредничеству и компенсации Испании в размере $4,5 млн Маршалловы острова стали протекторатом Германской империи. Административным центром островов стал Джалуит, а с 1887 по 1906 года административные функции выполняла «Джалуитская компания». Маршалльские верховные вожди (Iroij), остались при своей власти, но находились под контролем колониальной германской администрации. В 1906 году германское правительство установило прямой контроль над Маршалловыми островами, а административный аппарат расположился в городе Рабаул в Германской Новой Гвинее.

## Японский период и Вторая мировая война
Во времена германского контроля и даже до него Маршалловы острова время от времени посещали японские торговцы и рыболовы, однако контакты с островитянами не носили регулярного характера. В конце XIX—начале XX века японское правительство проводила планомерную политику по превращению Японии в великую экономическую и военную державу в Восточной Азии: в 1894—1895 годах страна вела удачную войну против Китая с целью установлению контроля над Кореей, в 1905 году победила Россию, а в 1910 году — аннексировала Корею.
В 1914 году Япония, вступив в Антанту, посчитала возможным захватить колонии Германии в Китае и Микронезии: 29 сентября 1914 года японские войска заняли атолл Эниветок, а 30 сентября 1914 года — атолл Джалуит. Официально Германия отказалась от всех своих тихоокеанских владений, в том числе, Маршалловых Островов, 28 июня 1919 года. 17 декабря 1920 года Совет Лиги Наций утвердил мандат Японии над бывшими германскими колониями в Тихом океане, расположенными к северу от экватора. Административным центром Маршалловых островов продолжал оставаться атолл Джалуит.
В отличие от Германской империи, которая имела преимущественно экономические интересы в Микронезии, присоединение этой территории к Японии, даже несмотря на небольшую площадь и бедность ресурсов, могло бы в некоторой степени решить проблему растущего населения страны и дефицита земли. За годы колониального господства на Маршалловы острова переселилось более 1000 японцев, но в отличие от Марианских островов и Палау их доля на архипелаге никогда не превышала численности коренного населения.
Управление Маршалловыми островами в японский период отличалось высокой эффективностью: был значительно расширен административный аппарат, а местные лидеры стали назначаться японцами, что ослабило авторитет традиционных лидеров. Япония также пыталась изменить социальную организацию на островах с матрилинейной на патрилинейную, но безуспешно. Треть всей земли перешло под правительственный контроль, а в 1930-х годах всё морское пространство Маршалловых островов вплоть до уровня высокой воды было объявлено собственностью японского правительства. На архипелаге было запрещено находиться иностранным торговцам, правда, деятельность католических и протестантских миссионеров была разрешена.
Японизация коренного населения через систему образования, изучение японского языка и культурные изменения стала правительственной стратегией не только на Маршалловых островах, но и на других мандатных территориях в Микронезии. В 1933 году Япония была исключена из Лиги Наций, но, несмотря на это, она продолжала управлять островами в регионе, а в конце 1930-х годов даже начала строительство военно-воздушных баз на некоторых атоллах, которые в дальнейшем обслуживали местные жители. Маршалловы острова занимали важное географическое положение, являясь самой западной точкой в оборонительном кольце Японии накануне Второй мировой войны.
За несколько месяцев до нападения на Пёрл-Харбор атолл Кваджалейн стал административным центром 6-х сил обслуживания флота (англ. 6th Base Force), задачей которых была оборона Маршалловых островов. После сражения на атолле Тарава (1943 год) целью американских вооружённых сил была минимизация дальнейших потерь посредством захвата отдельных японских баз и обхода других. Тем не менее сражения на Маршалловых островах наносили непоправимый ущерб, прежде всего, по японским базам. В ходе американской бомбардировки островов население страдало от нехватки продовольствия и различных ранений. Например, к августу 1945 года половина японского гарнизона в 5100 человек на атолле Мили умерла от голода из-за воздушных и морских атак вооружённых сил США, которые продолжались с середины 1943 года. В 1944 году американцы без особого труда, всего за один месяц, захватили атоллы Кваджалейн, Маджуро и Эниветок (на Кваджалейне и Маджуро были созданы американские военные базы), а в течение следующих двух месяцев были освобождены все острова, кроме Вотье, Мили, Малоэлап и Джалуит.

## Американский период
Захватив к концу Второй мировой войны все острова в Микронезии, ранее принадлежавшие Японии и закрепившись на них, США в скором времени начали проводить на архипелаге испытания атомного оружия. Первое из них произошло уже в 1946 году на атолле Бикини. Основным стимулом к испытаниям стала возможность вооружённого конфликта в будущем с СССР и его союзниками, не мешало даже то, что острова официально не были территорией или колонией США. Управление Маршалловыми островами в качестве Подопечной территории Тихоокеанских островов было доверено США только в 1947 году, и в течение почти десятилетия доступ на архипелаг для иностранцев и большинства американских граждан было ограниченным.
Экономическое развитие в эти годы было крайне замедленным, так как американцы делали акцент на необходимость укрепления Микронезии (прежде всего, Маршалловых островов) для противостояния возможному проникновению коммунистического влияния в Азиатско-Тихоокеанский регион. С военной точки зрения Микронезия занимала очень выгодное положение: небольшая численность населения, огромные водные пространства, что позволяло наблюдать за эффектом радиации, и отдалённость от крупнейших населённых пунктов США. Так на атолле Кваджалейн появилась стратегическая военная база Штатов, откуда осуществлялся контроль за испытаниями ядерного оружия на островах Бикини и Эниветок, которые проводились с 1946 по 1958 года.
Жители этих атоллов были эвакуированы, однако маршалльцы соседних островов подверглись и до сих пор подвергаются негативному влиянию этих испытаний: многие островитяне страдают от раковых заболеваний, вызванных радиацией (и в конце 2010-х  уровни гамма-излучения намного превышают (хотя пробы сильно варьируются) безопасный уровень воздействия; годовая доза излучения равна 648 миллибэр при норме в 100 миллибэр в год (что превышает уровни радиации в окрестностях Чернобыльской АЭС и АЭС «Фукусима» в Японии)).
В 1952 году на Эниветоке была взорвана первая в истории человечества водородная бомба, а в 1954 году на атолле Бикини — самая крупная когда-либо взорванная США (считается, что она была эквивалентна 1000 бомбам, сброшенным на Хиросиму, а из-за вызванной радиации были эвакуированы жители и военный персонал с островов Ронгелап, Ронгерик, Утирик и Аилингинаэ). 
С 1959 года на атолле Кваджалейн действует Испытательный полигон Рейгана.
В 1968 году власти США заявили, что атоллы безопасны для жизни и эвакуированные островитяне могут вернуться на него. Часть их вернулась в течение 1970-х годов.

## Современный период
В 1979 году архипелаг получил ограниченную автономию, а в 1986 году с США был подписан Договор о свободной ассоциации, согласно которому США признавали независимость Республики Маршалловы Островов, а Республика, в свою очередь, предоставляла военным Соединённых Штатов право находиться на территории страны; также сохранялись все военные базы. Оборона страны стала обязанностью США. В 1990 году независимость Маршалловых Островов признала ООН.
Договор об ассоциации истёк в сентябре 2001 года. После двух лет переговоров, в 2003 году, договор был продлён.